# Lapidarij
Lapidarij (lapidarium, kamen) je poseben prostor v muzeju, kjer se zbirajo in hranijo stari kamniti spomeniki ali napisi vklesani v kamen. Takšne zbirke so pogosto na prostem, na dvorišču muzeja, na dvoriščih gradov, v kletnih prostorih starih zgradb ali celo depojih različnih muzejev.
Napisi na kamnitih spomenikih so lahko veliko dopolnilo za obdobja, ko ni sočasnih pisnih zgodovinskih virov. Postanejo najpomembnejši vir za proučevanje politične, vojaške, socialne, gospodarske in organizacijske zgodovine na slovenskem ozemlju. Napisi osvetljujejo kariere posameznih vojaških oseb, senatorjev, državnih in mestnih uradnikov, omenjajo ali podrobno opisujejo dogodke iz rimske zgodovine, o katerih drugi viri ne poročajo. Na spomenikih se pojavljajo tudi osebna imena in osebe, ki se za njimi skrivajo, kar proučuje posebna veda prozopografija. Iz napisov lahko razberemo podatke o rimskih vladarjih, o bogovih, o policiji, o šolstvu, zdravstvu, o dolžini življenja in o vzrokih umiranja. Sarkofagi in pepelnice kažejo na načine pokopa v različnih obdobjih.

## Lapidariji v Sloveniji
V Sloveniji je nekaj manjših lapidarijev v okvirih krajevnih muzejev, največji pa je urejen v Ljubljani na dvorišču pri Narodnem muzeju Slovenije, ki je urejen za okoli 200 spomenikov z rimskimi latinskimi napisi; poleg tega je znan tudi t. i. Dolničarjev lapidarij v pročelju ljubljanske stolnice Ostali večji lapidariji v Sloveniji so še v Šempetru v Savinjski dolini, v Celju, na Ptuju in v Novem mestu.